# Anthrenus miniopictus
Anthrenus miniopictus is een keversoort uit de familie spektorren (Dermestidae). De wetenschappelijke naam van de soort werd in 1884 gepubliceerd door Ernest Marie Louis Bedel.